# Cyber ponedjeljak
Cyber ponedjeljak (engl.: Cyber Monday) naziv je ponedjeljka nakon Dana zahvalnosti u Sjedinjenim Američkim Državama na koji se cijene prodaje u elektroničkim trgovinama drastično smanjuju uzrokujući iznadprosječnu potrošnju. Izraz su osmislili poduzetnici Ellen Davis i Scott Silverman 2005. godine, dok su radili za elektroničku trgovinu Shop.org.
Cyber ponedjeljak odgovara izrazu Crni petak, koji označava velike popuste u trgovačkim centrima i maloprodajnim lancima, također u danima nakon Dana zahvalanosti.
Cyber ponedjeljak ubrzo se, zahvaljujući globalizaciji i konzumerizmu, proširio izvan granica SAD-a i postao svjetska pojava. Većina elektroničkih trgovina u zadnjem tjednu studenoga (kada pada Cyber ponedjeljak) bilježi rast prodaje i za 150 do 180%. Na Cyber ponedjeljak u SAD-u 2015. ostvarena je zarada od 2,98 milijardi američkih dolara.
Internetska trgovina eBay osmislila je sličan dan, koji pada na drugi ponedjeljak u prosincu i prozvala ga "Zeleni ponedjeljak".
U nekim državama, poput Novog Zelanda, Cyber ponedjeljak označava posljednji radni tjedan u studenom tijekom kojeg elektroničke trgovine daju veće popuste.
Kronologija širenja
- 2005. - Sjedinjene Američke Države
- 2008. - Kanada, Francuska
- 2009. - Ujedinjeno Kraljevstvo, Portugal
- 2010. - Švedska, Njemačka
- 2012. - Australija, Japan, Indija, Kolumbija, Nizozemska
- 2014. - Argentina
- 2015. - Iran